# Pintures murals de la conquesta de Mallorca
Les Pintures murals de la conquesta de Mallorca estan formades per un conjunt de tres plafons de frescs que formen part d'un cicle narratiu sobre la conquesta de Mallorca pel rei Jaume el Conqueridor. Amb aquestes pintures es va decorar una sala del Palau Aguilar –anteriorment Palau Caldes i actualment seu del Museu Picasso–, situat en la ciutat de Barcelona. Estan datats d'entre 1285 i 1290 i van ser realitzats per un pintor anònim anomenat mestre de la conquesta de Mallorca. Aquests frescs van ser descoberts el 1961 al Palau Aguilar i traslladats l'any següent, per a la seva conservació, al Museu Nacional d'Art de Catalunya de Barcelona, on actualment es troben exposats.
Tant els fets representats com els personatges que van participar, que han estat identificats com el rei Jaume I, Guillem II de Montcada i de Bearn, el comte Nunó Sanç I de Rosselló i Cerdanya o el bisbe Berenguer de Palou de Barcelona, van ser extrets de dos de les quatre grans Cròniques: el Llibre dels feits (o Crònica de Jaume I, 1213-1276) i de la Crònica de Bernat Desclot (o Llibre del rei en Pere e dels seus antecessors passats, 1283-1288).

## Context pictòric
Dins el context pictòric del gòtic lineal en el Principat de Catalunya, destaca el taller que va realitzar les pintures al fresc als murs de diversos palaus de la ciutat de Barcelona, dels que es poden citar com les més importants les del Saló del Tinell del Palau Reial Major i les del Palau Aguilar. Segurament van ser executats per un taller que va treballar per als reis Alfons el Franc i Jaume el Just, la noblesa i també per a encàrrecs provinents de l'estament eclesiàstic a les zones de Barcelona i de Mallorca. Així es poden veure les similituds que guarden les obres murals dels palaus nomenats amb el Retaule de Santa Perpètua de Mogoda en la parròquia d'aquesta ciutat o a Palma amb el Retaule de Santa Úrsula del convent de Sant Francesc i el Retaule de Sant Bernat realitzat per als templers i avui conservat al Museu de Mallorca.

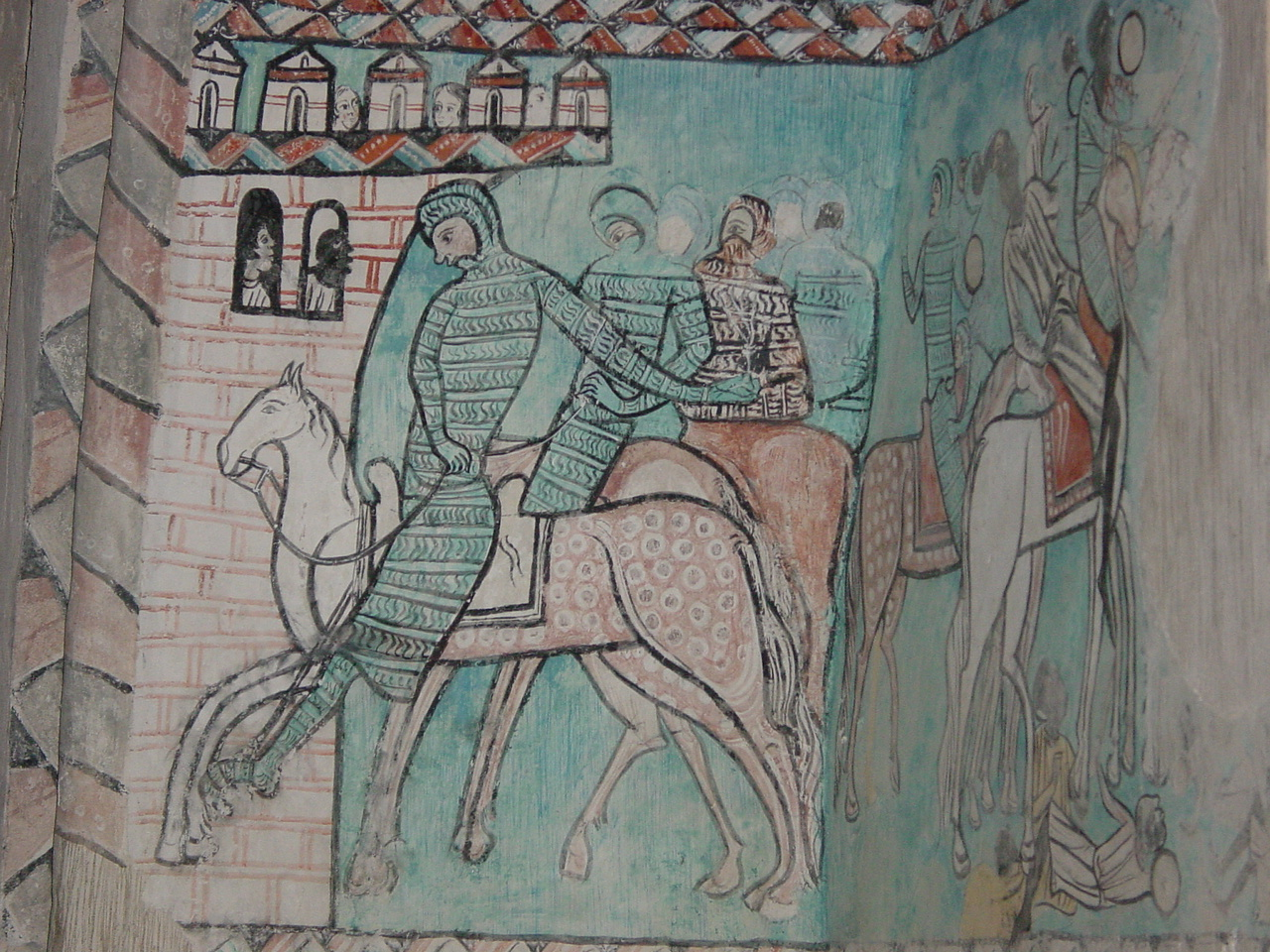
Detall del mural conservat al monestir de Santa María de Valbuena

Es creu que primer es va realitzar l'encàrrec dels murals de Barcelona per part del rei i d'alguns nobles i després per part religiosa de l'illa, a aquest mateix taller, es va efectuar l'encàrrec dels retaules abans nomenats. També van ser d'aquesta mateixa opinió Dalmases i Pitarch, en relacionar un taller «que després de treballar a Barcelona ho va fer cap a 1300 a Mallorca».
A la península Ibèrica aquests murals guarden semblança i, per tant, han estat comparats amb les pintures que es troben al monestir de Santa Maria de Valbuena a Valladolid on es representa la conquesta d'Arjona el 1244. Altres semblants són les de l'església rupestre di Santa Margherita de Melfi a Itàlia realitzades cap a 1290 per un mestre anomenat catalano-rossellonès, dintre de l'àmbit del Regne de Nàpols.

## Tema

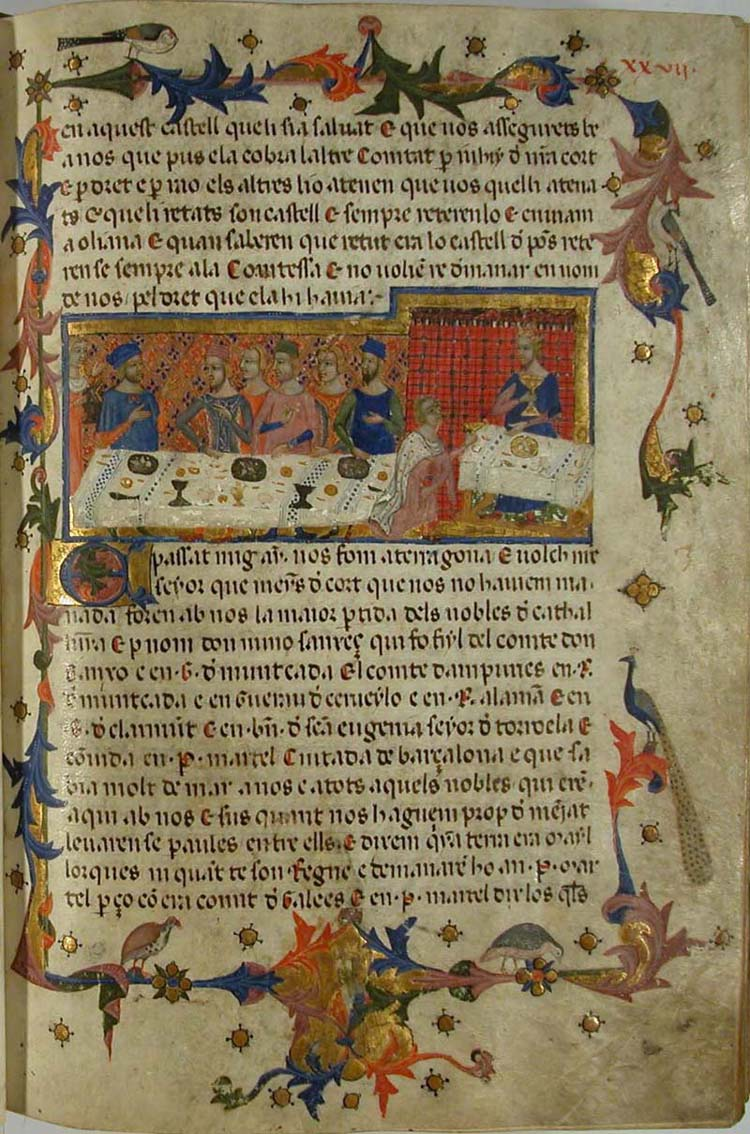
El llibre dels feits de Jaume I, amb la il·lustració de l'anomenat «Sopar de Tarragona», on s'hauria decidit la conquesta de Mallorca

El tema presentat sobre la narració de la conquesta de Mallorca de l'any 1229, es basa en les fonts literàries de dues de les grans cròniques catalanes, el Llibre dels Feits i la Crònica de Bernat Desclot, aquesta última va ser escrita des de 1283 i els últims capítols entre 1285 i 1295, data contemporània amb les pintures murals i quan Bernat Desclot pertanyia com a funcionari a la cúria reial.

### Conquesta de Mallorca
Un grup de prohoms catalans presidits per Jaume I es reuneixen a casa de Pere Martell, durant la segona quinzena de noviembre del 1228 a Tarragona, per tal de preparar la conquesta de Mallorca. Reunides les Corts a Barcelona, el 23 de desembre de 1228, després de tres dies de deliberacions on els tres braços van acordar el projecte de l'expedició. L'any següent, el 5 de setembre de 1229 les naus catalanes van salpar de Salou, Cambrils i Tarragona rumb cap al desembarcament a Santa Ponça. Es va vèncer els moros, el 12 de setembre en la batalla de Portopí. El 31 de desembre, després de tres mesos de setge es va conquerir Madina Mayurqa a Abu-l-Ulà Idrís al-Mamun. Aquesta croada fou comandada pel mateix Jaume I d'Aragó i tingué com a conseqüència la destrucció del poder almohade a l'illa, l'esclavització de la població andalusí autòctona, la repoblació de l'illa amb població cristiana sota un règim feudal i la creació del Regne de les Mallorques.

## Palau Aguilar

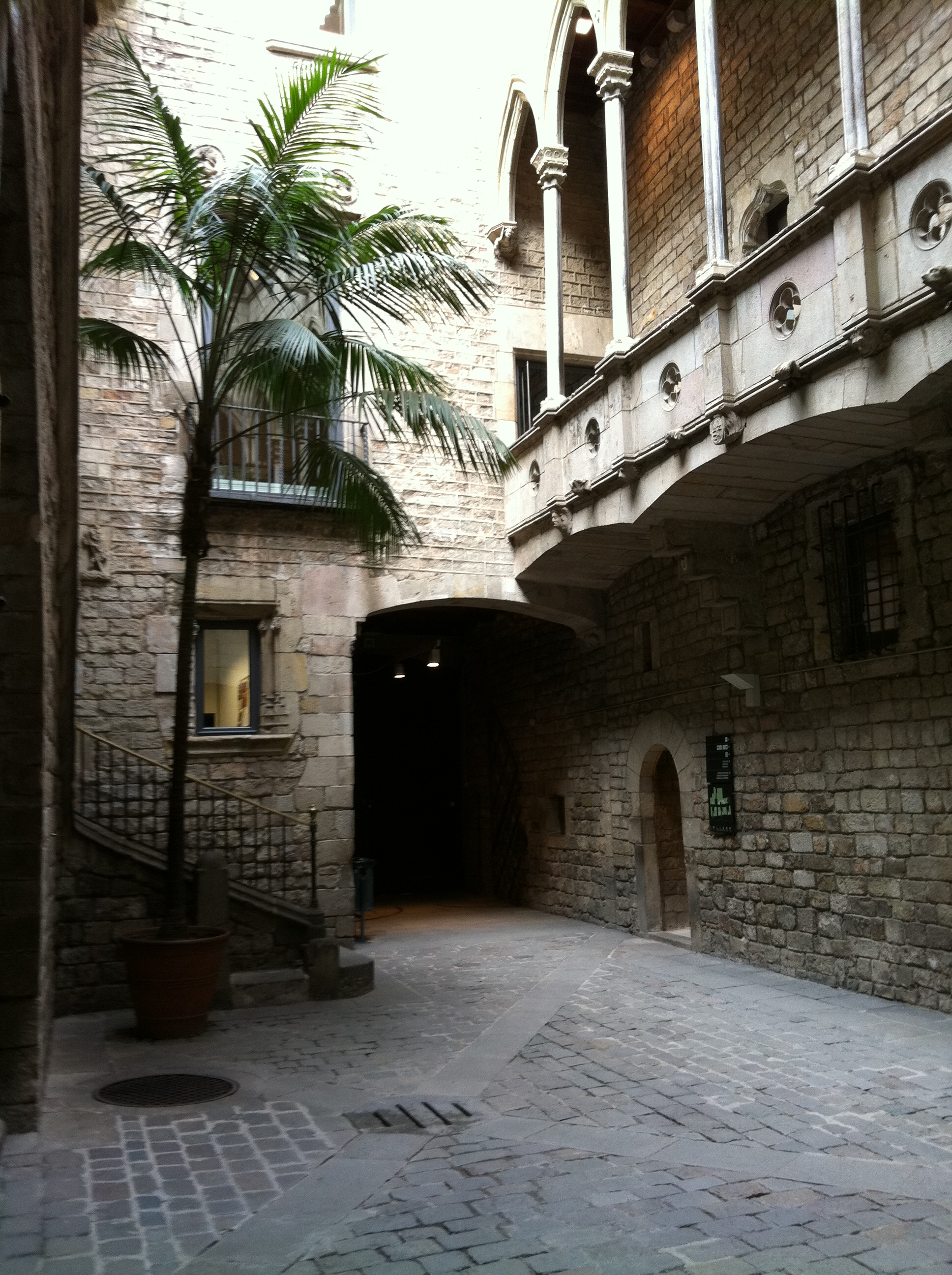
Pati interior del Palau Aguilar

L'edifici del palau a on es van descobrir les pintures, va ser construït en la segona meitat del segle xiii pel mercader Bernat de Caldes, del que va prendre el nom de «Palau de Caldes», està situat en el número 15 del carrer Montcada de Barcelona, en un dels principals punts de l'antiga ciutat medieval a l'anomenat barri de les Arenas o de Santa Maria del Mar, aquest carrer s'havia urbanitzat feia més o menys un segle enrere. Al teginat de la sala on s'havia decorat amb les Pintures murals de la conquesta de Mallorca, va aparèixer l'escut de la família amb un calder. Posteriorment quan va canviar de propietari, i com era costum, sobre aquest calder es va col·locar el nou escut del que va adquirir l'edifici, així es va pintar un lliri i una rosa i damunt un arbre emblema dels Lledó que van ser els propietaris des de 1317 a 1335. Va pertànyer a diversos nobles de la Cort d'Aragó, fins que l'any 1386 la família burgesa Coromines-Desplà va adquirir-ho, per vendre'l més tard a Joan Berenguer d'Aguilar, de qui va prendre el nom pel que és conegut actualment el «Palau de Aguilar» o «Palau de Berenguer d'Aguilar».
Quan el palau havia passat a propietat municipal des de 1953, i mentre es realitzaven obres de restauració l'any 1961 per al seu ús com a seu del Museu Picasso, es van descobrir les pintures en una sala propera al pati central del palau, que es trobaven cobertes igual que el teginat de fusta policromada, per una gran capa de morter, a més a més les mencionades pintures havien estat picades per aconseguir una bona adherència de la capa de guix que cobria les parets.

## Descripció

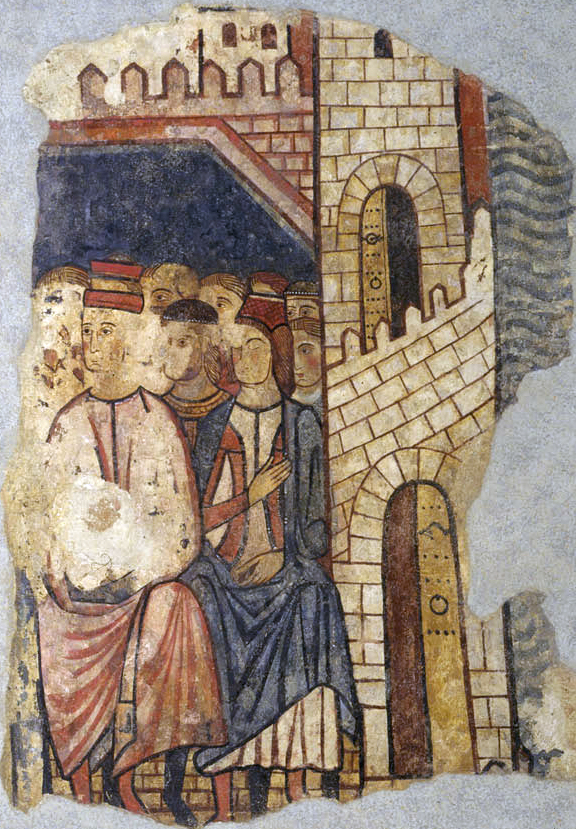
Representació de la reunió de les Corts que va tenir lloc el 1228

Es tracta de tres plafons de pintures realitzades al fresc i traslladades a tela per a la seva conservació, l'estil està catalogat com de gòtic lineal i datat entre 1285 i 1290.
Van ser restaurades l'any 1961 i encara que falten força fragments, s'ha pogut identificar que la sèrie mostra els episodis en els quals es veu la reunió de «Les Corts de Barcelona», la «Batalla de Porto Pi» i el «Campament reial i assalt a la ciutat de Mallorca». La composició encara mostra una tendència romànica per bé que el realisme dels detalls i els fons amb paisatge en lloc de pintura plana i la forma de tractar les figures amb expressió i volent representar-les com a retrat ja mostra la tendència cap a l'estil de la pintura francogòtica.
El primer plafó on comença la narració —de dreta a esquerra— és l'identificat com «Les Corts de Barcelona». La representació que s'observa és la muralla de la ciutat de Barcelona de la que sobresurt el campanar romànic de la catedral, i un grup de personatges asseguts, que segurament correspon a la reunió de les Corts que va tenir lloc al desembre de 1228 per decidir els detalls de l'assalt militar a Mallorca. Es troben petites restes de fragments de pintura que podrien correspondre a una batalla naval.
Així es descriu:
| «                                     | E en aquell lloc mantinent haguem acord e consell que faéssem nostra Cort general en Barcelona, e que fos cort general de l'arquebisbe de Tarragona, e dels bisbes, e dels abats e d'aquells rics hòmens que dessús havem dits, e dels ciutadans de Catalunya, e que aquell dia fossen en Barcelona ab nós. E aquell dia, en lo qual nostra Cort haviem manada fom en Barcelona nós e arquebisbes, e dels bisbes, e dels rics hòmens aitambé. E quan venc en l'altre dia que la Cort fo justada, foren tots al nostre palau antic lo cual lo comte de Barcelona feu bastir. | » |
| — Llibre dels feits (XLVII - XLVIII). | |   |

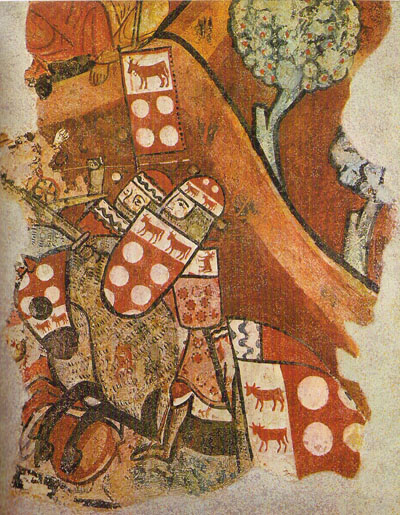
Detall on apareix Guillem II de Montcada i de Bearn

El segon plafó correspon a la descripció de la «Batalla de Porto Pi». L'11 de setembre de 1229 Jaume I va desplegar les seves tropes a la badia de Santa Ponça. El mateix dia tengué lloc la batalla de Portopí decisiva amb el musulmans, que el plafó mostra sobre un fons decorat amb muntanyes i arbres de copa rodona, en una d'aquestes muntanyes s'observa un grup de musulmans amb penons i escuts, la part principal és la que es mostra la lluita —on va trobar la mort— de Guillem II de Montcada i de Bearn, el qual cavalca sobre el seu cavall brandant l'espasa i l'escut on apareixen les armes del seu llinatge, els bessants dels Montcada i els bous de Bearn, que també es troben representats a les gualdrapes del cavall; Guillem és seguit per un cavaller no identificat mentre s'encara a la tropa sarraïna, seguint aquesta escena els textos dels relats de la Crònica de Bernat Desclot.

En Bernat Desclot descriu l'encontre entre els sarraïns y les tropes de Guillem de Montcada així:
| «                                                 | Ab tant, tuit foren muntats a cavall e els servents foren aparellats d'anar; e mogrense d'aquí per anar devés la ciutat. En Guillem de Montcada fo en davantera ab tota sa companya e la cavalleria del Temple, qui fo ab ell […] E els servents foren tots primers e anaren tan a avant que foren en un trescoll; e els servents qui anaven primers viuren la host dels sarraïns qui era part lo trescoll prés d'ells. E per la gran multitud de la gent que viuren, a cavalls e a peu que així els fo prés tornaren endarrer e dixeren a En Guillem de Montcada que els sarraïns eren detras lo coll molt grans gents. | » |
| — Bernat Desclot, Llibre del rei en Pere (XXXVI). | |   |

| - Detall de la tenda reial amb Jaume I - Detall amb Hug IV d'Empúries i Pero Maça de Sangarrén |

L'últim panell és el que representa el «Campament reial i assalt a la ciutat de Mallorca», el campament es representa a la dreta amb la tenda reial barrada de groc i vermell, en primer terme, Jaume I està assegut al centre envoltat de cavallers, a la seva esquerra, dels tres representats, el que porta una filera de petites calderes ha estat identificat com Nunó Sanç comte del Rosselló. A la dreta del rei es troben Guilabert de Cruïlles, amb una creu blanca sobre vermell al cap i amb la mà sobre el genoll del rei, el bisbe de Barcelona Berenguer II de Palou amb la seva mitra sobre el cap i al seu costat el cavaller Ramon de Centelles identificable pels cairons vermells pertanyents al seu llinatge i que porta dibuixats a la seva màniga. La tenda del costat esquerre del rei amb franges horitzontals vermelles, és la que pertany al comte d'Empúries Hug IV d'Empúries que es troba conversant amb el cavaller aragonès Pero Maça de Sangarrén que porta el seu emblema al casc. Es mostren apartats del grup del soberà, seguint els relats de les cròniques que així ho descriuen, com a mostra per part del comte de la seva disconformitat amb el rei. Els espais lliures entre aquestes tendes eran ocupades per altres per a aconseguir la sensació d'un gran campament, el qual va ser descrit:
| «                             | E faem l'albergada tan estreta que no paria que hi albergàssem de cent cavallers e enant, si que les cordes se tenien entrellaçades d'una en l'altre, si que bé durà per vuit dies que no podia hom fer carrera en la host | » |
| — Llibre dels feits, (LXVII). | |   |

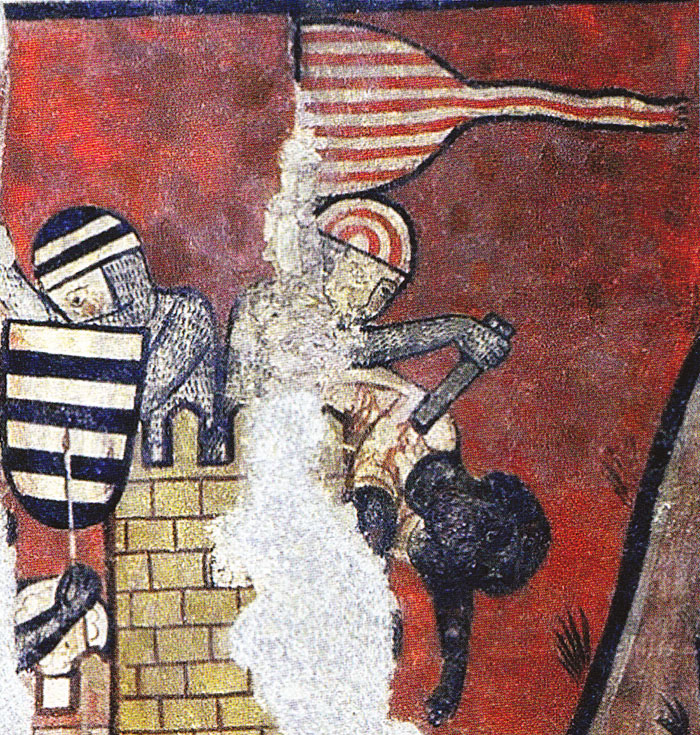
Detall de l'assalt a Madina Mayurqa

L'assalt a Madina Mayurqa es representa a partir de la part inferior de la tenda reial, on al costat d'una tenda mig desapareguda, apareix una màquina d'atac que podria ser un fonèvol i al seu costat un grup de soldats que es dirigeix a la ciutat i que són atacats per un altre grup de sarraïns que han sortit de la ciutat. Una muralla amb torres envolta una ciutat plena de cases, en el centre de la qual es veu el castell de l'Almudaina protegit per un doble recinte murallat. La torre més propera al campament ha estat assaltada per dos cavallers que porten el senyal reial i que lluiten contra un musulmà de raça negre, mentre les altres torres més llunyanes encara són defensades per sarraïns.

També aquesta presa de la ciutat fou descrita a les cròniques:
| «                                                 | Aço fo en lo any de la incarnacio de Nostre Senyor Jesu Crist, tinent 1228, lo darrer jorn de dehembre de matí […] E prengueren lurs armes. E quant foren tots armats, a cavall e a peu, anaren se vers aquella part hon devien entrar. Ab tant hun servent qui ere de Barcelona, ana desrenjar ab hun peno que aportava, e munta se'n al mur; e cinch de altres servents anaren hi al dos, e enderrocaren los Serrayns que y eren en huna torre; e aqui posaren lo peno real; e puix sonaren ab les spases a la ost que pensasen de entrar en la ciutat; e cridaren: «Via dins! via dins! que tot es nostre! | » |
| — Bernat Desclot, Llibre del rei en Pere (XLVII). | |   |

### Cronologia
Per a la seva datació s'ha tingut en compte un escut de Jaume el Just, que s'observa als murals i que és anterior a la Pau d'Anagni —24 de juny de 1295. Una altra dada és la inscripció de 1292, que té l'Urna de Sant Càndid, procedent del monestir de Sant Cugat del Vallès, la qual presenta un disseny semblant al de les pintures de la conquesta de Mallorca, en la forma d'estructurar els grups de personatges així com els arbres arrodonits que destaquen sobre el fons. Per tot això, es daten a les pintures, realitzades en el moment del regnat d'Alfons el Franc, rei que també va ocupar temporalment Mallorca entre 1285 i 1291, a més a més de ser també sota el seu mandat quan es va escriure la Crònica de Bernat Desclot.

## Estil

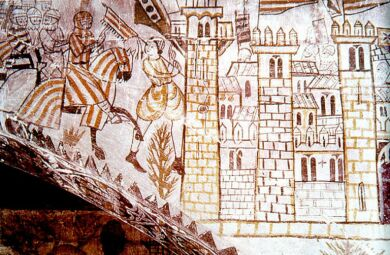
Detall de l'entrada de Jaume I a València al castell d'Alcanyís

Aquestes pintures pertanyen al gènere històric militar o pintura profana de commemoració de gestes i fets heroics. Un exemple semblant de la mateixa època és una pintura en un arcosoli conservada al MNAC i procedent de Sant Vicenç de Cardona on està representada la Defensa de Girona el 1285 i que aquest fet també està descrit a la mateixa obra de Bernat Desclot. És una de les obres pictòriques que podria ser atribuïda al mestre de la conquesta de Mallorca. Una mica més tardanes cap a començament del segle xiv són altres obres d'estil semblant en gòtic lineal, que es troben a la torre del castell d'Alcanyís i que representen la Conquesta de València per Jaume I.
L'afinitat estilística està ben clara quan es comparen aquestes pintures amb les també murals del Palau Reial Major, les dues datades entre 1285 i 1290, totes dues, a més a més de presentar el mateix tema, van ser realitzades amb l'ús majoritàri dels colors vermell, blau, ocre i negre i amb un traç lineal profundament marcat en negre. El sentit de la narració és al revés de l'emprat a l'escriptura, és a dir, de dreta a esquerra amb una gran agilitat en la seva narració. No s'ha pogut arribar a cap conclusió, quina de les dues sèries de pintures, la del Palau Reial o la del Palau Aguilar va ser la primera de realitzar-se. Podia ser primer la del Palau Reial on les pintures mostres en caràcter més èpic i monumental amb la representació de desfilades militars més compactes i després les altres del Palau Aguilar, ja que s'aprecia una més gran llibertat creativa potser per no anar destinada a la sala de recepcions reials.
La curiositat del fet que fossin del mateix tema i estil les pintures murals de tots dos palaus, queda resolta amb la dada històrica que Dolça de Caldes —filla de Bernat de Caldes propietari del Palau Aguilar—, en el moment de la defunció del rei Alfons el Franc el 1291, esperava un fill seu i el rei abans de morir va demanar al seu germà Jaume, futur rei Jaume el Just, que prengués sota la seva protecció a Dolça i el seu futur fill que d'ella esperava.

### Iconografia
Les iconografies per il·lustrar cròniques militars o narracions llegendàries, van ser nombroses des del segle xiii, com el Lancelot de Chrétien de Troyes o les pintures al fresc que van adornar palaus de cavallers de la noblesa que desitjaven que quedessin immortalitzades les seves gestes, a més a més dels palaus de Barcelona, existeix una narració de la lluita de Guillem d'Orange al Tour Ferrande de Pernes (Valclusa) i un altre exemple una mica posterior és la pintura mural al Palazzo Publico de Siena en què es presenta al capità Guidoriccio da Fogliano com a conqueridor de la ciutat, va ser realitzada per Simone Martini.

## Restauració

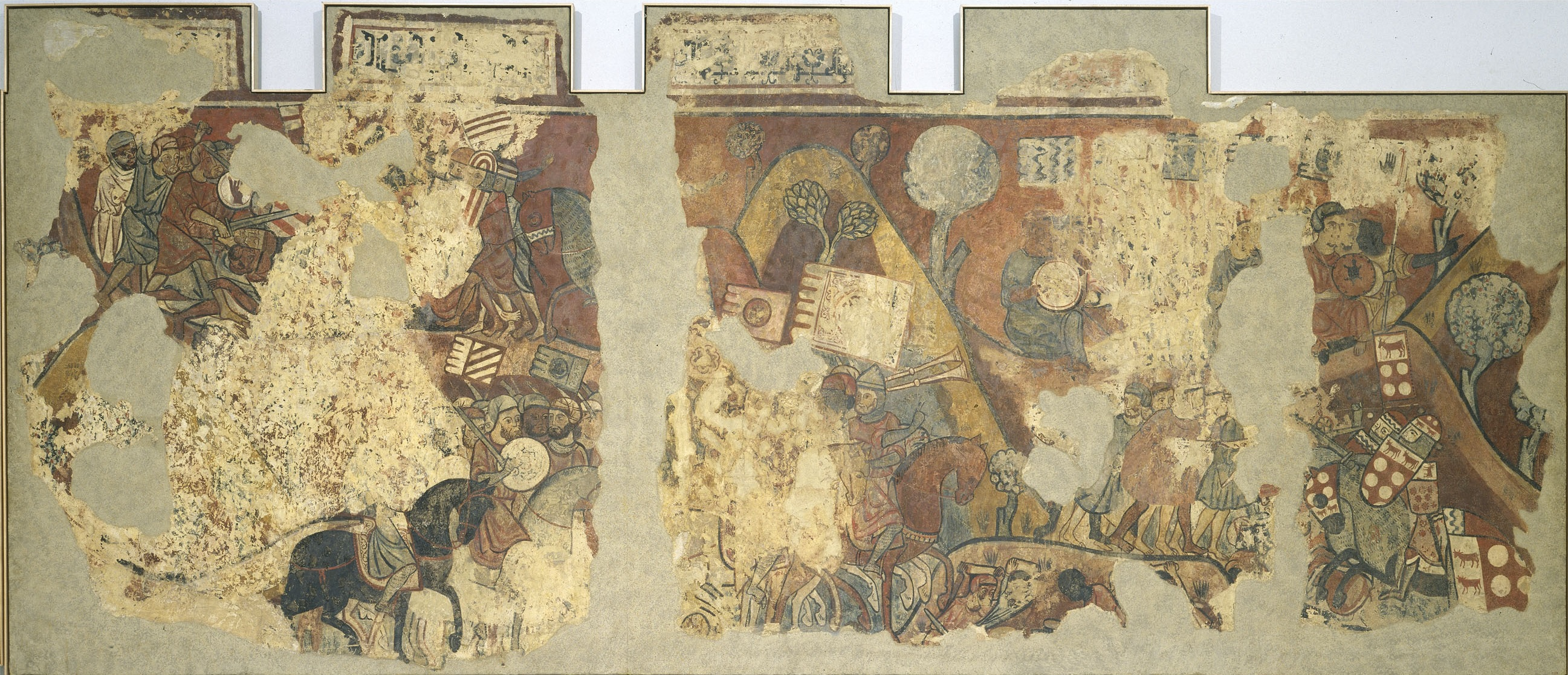
Panell de la batalla de Portopí

Davant els descobriments dels frescs al Palau Aguilar es va procedir a una meticulosa neteja i al seu despreniment amb la tècnica anomenada l'strappo, que permetia aïllar les pintures murals de les parets mitjançant una barreja de goma laca incolora i descerada, i cobrir-la amb una tela de cotó tractada prèviament a base de bullir-la per treure-li l'aprest i enganxar-la amb cola orgànica calenta, que en assecar permetia arrencar la pel·lícula pictòrica, com si es tractés d'un negatiu, i enrotllar-la. Així es van poder traslladar fins al taller de restauració del Palau Nacional, on es van rebaixar pel revers fins a aconseguir una capa de gruix prim, després es va adherir la pintura pel revers a unes noves teles mitjançant caseïnat càlcic i acetat de polivinil, i es van col·locar en un nou suport després de procedir a retirar les teles col·locades a la part frontal per al seu transport pel mig d'aigua calenta. Les petites faltes o llacunes de la pintura es van omplir amb aquarel·la però en tons més baixos que els originals i els grans fragments que faltaven, es van deixar sense omplir, només marcant algunes línies on es va creure oportú per poder seguir la lectura de la narració.